# Jagdpanzer 38(t)
Jagdpanzer 38(t) (Sd.Kfz 138/2), potocznie znany jako Hetzer – niemieckie działo pancerne z okresu II wojny światowej budowane na podwoziu czołgu PzKpfw 38(t) (czechosłowackiego LT vz. 38).

## Konstrukcja i produkcja
Jagdpanzer 38(t) został opracowany w 1943 w zakładach BMM w Pradze, na zlecenie generała Heinza Guderiana. Od kwietnia 1944 produkowany seryjnie. We współczesnej literaturze popularnie nazywany jest Hetzer (z niem. „Podżegacz”), aczkolwiek nie była to oficjalna nazwa (miała być przeznaczona dla niewyprodukowanego czołgu E-10). Niemniej, była ona stosowana także podczas II wojny światowej i jest spotykana w części dokumentów.
Największymi zaletami pojazdu była szybka i tania produkcja, niska sylwetka oraz silnie pochylone płyty pancerza, co sprzyjało rykoszetowaniu pocisków. Głównym minusem było umieszczenie armaty z prawej strony, gdyż ta była zaprojektowana do ładowania z prawej strony, lecz ładowniczy w pojeździe znajdował się z lewej strony. Sprawiało to problemy dla celowniczego i ładowniczego, przez co obniżało szybkostrzelność.
Niemcom udało się wykorzystać dosyć już stare podwozie PzKpfw 38(t) do taniej masowej produkcji pojazdu, który był skuteczny w ostatnim okresie wojny. Od kwietnia 1944 do końca wojny w Europie w maju 1945 Niemcy wybudowali 2584 wozy, głównie w czeskich zakładach Škody.
Jeden Hetzer z 743 Batalionu Niszczycieli Czołgów został 2 sierpnia 1944 zdobyty przez powstańców warszawskich i nazwany „Chwat”, jednakże nie został użyty w walce. 
W 1945 zdobyczne i wyremontowane egzemplarze wśród innych zdobycznych pojazdów pancernych znajdowały się w uzbrojeniu polskiej 6 Dywizji Piechoty, w jej 5 samodzielnym dywizjonie artylerii samobieżnej jako 75 mm działa samobieżne T-38. Do lat 50. XX wieku produkcję kontynuowała Czechosłowacja (pod nazwą ST-1). Część pojazdów ST-1 służyła także do lat 70. w armii szwajcarskiej (jako G-13) i stamtąd pochodzi większość zachowanych do dzisiaj egzemplarzy.

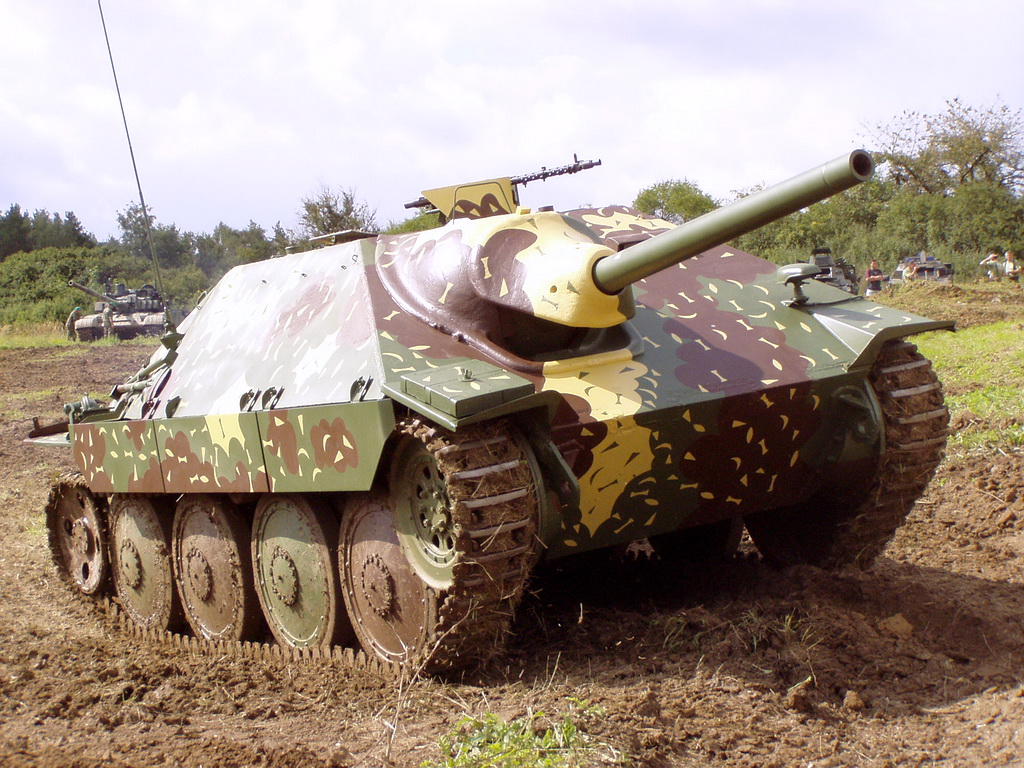
Widoczne umieszczenie armaty z prawej strony
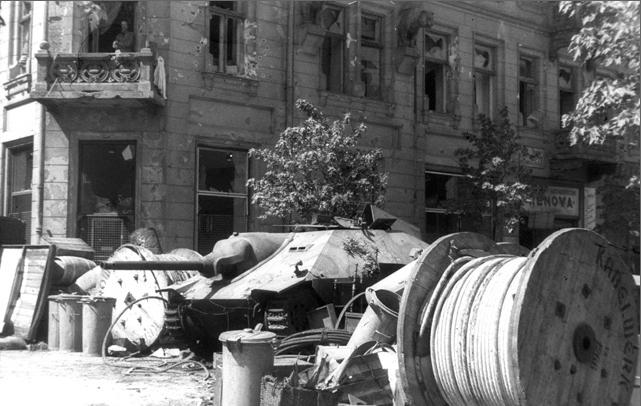
Zdobyczne działo „Chwat” w trakcie powstania warszawskiego

## Warianty
- Flammpanzer 38(t) – wersja powstała w wyniku przebudowania 20 pojazdów Jagdpanzer 38(t) i wyposażenia ich w miotacze ognia Flammenwerfer 41.
- Befehlswagen 38(t) – czołg dowodzenia.
- Panzerjaeger 38(t) mit 75mm L/70 – prototyp uzbrojony w armatę 7,5 cm KwK 42 z czołgu Panther. Powstały 3 prototypy. Długa lufa zwiększyła wagę i powodowała problemy podczas jazdy. Zaniechano dalszego rozwoju.
- Panzerjaeger 38(t) Starr – uproszczona wersja. Powstało 10 czołgów, z czego 9 zostało z powrotem przebudowanych na Jagdpanzer 38(t).
- Panzerjaeger 38(t) mit 105mm StuH 42/2 L/28 – propozycja uzbrojenia Panzerjaeger 38(t) Starr w haubicę 10,5 cm.
- ST-I – powojenna czeska wersja.
- G13 – powojenna szwajcarska wersja uzbrojona w armatę StuK 40.

## Pojazdy na bazie Jagdpanzer 38(t)
- Bergepanzer 38(t) – lekki pojazd ewakuacyjny wyposażony w wyciągarkę, lemiesz stabilizujący i karabin maszynowy MG 34. Wyprodukowano 106 sztuk, kolejne 64 stworzono na podstawie uszkodzonych Jagdpanzer 38(t).
- 15 cm sIG 33/2 SF auf Jagdpanzer 38(t) – zbudowano 30 pojazdów (24 zbudowano od podstaw, 6 przebudowano z pojazdów Jagdpanzer 38(t)).
- Vollkettenaufklärer 38(t) – pojazd rozpoznawczy na bazie Bergepanzer 38(t). Testowano kilka prototypów.
- Vollkettenaufklarer 38(t) Kätzchen – transporter opancerzony. Powstały 2 prototypy w zakładach BMM.